# Mimoleiopus sumatranus
Mimoleiopus sumatranus là một loài bọ cánh cứng trong họ Cerambycidae.